# Sinclair ZX80
Синклер ZX80 (енгл. Sinclair ZX80) је био британски кућни рачунар из 1980-их година. Уведен је на тржиште 1980. од стране фирме Science of Cambridge Ltd., до 1977. познате под именом Sinclair Instrument а касније много познатије као Sinclair Research. Запамћен је као први масовно произведени рачунар у Великој Британији са цијеном нижом од 100 фунти (£99.95).
Био је доступан у двије верзије: у облику кита ниже цијене који су купци морали сами да саставе и залеме спојеве, и као потпуно састављена верзија са пуном цијеном. ZX80 је одмах постао изузетно популаран и неко вријеме је постојала листа чекања од неколико мјесеци за куповину.

## Опис
Машину је дизајнирао Џим Вествуд (енгл. Jim Westwood) око Z80 микропроцесора, са брзином такта од 3,25 MHz, и био је опремљен 1 кб статичке РАМ меморије и 4 KB РОМ меморије са Синклер Бејсик интерпретером, едитором и оперативним системом. Команде у Бејсику нису уписиване нормалним начином, већ је један стисак на одређену типку уносио читав текст команде - слично калкулатору. Сваки тастер је имао неколико различитих функција.
Приказ слике је био преко антенског улаза обичног телевизора, а једноставно спремиште података је обезбјеђивао касетофон снимањем истих на касету. Приказ слике је користио минималну додатну електронику, ослањајући се углавном на сам процесор за производњу слике. Ову идеју је популаризирао Дон Ланкастер (Don Lancaster) у својој књизи из 1978. The TV Cheap Video Cookbook.
Као резултат тог приступа рачунар је могао стварати слику само кад није био запослен, то јест само док је чекао на притисак тастера. Док је Бејсик програм био у раду или приликом самог притиска тастера, приказ слике би нестајао. Ово је знатно отежало помичну графику на екрану, зато што су програми морали да направе паузу за провјеру тастера да би приказали промјену слике на екрану. Каснији Синклер ZX81 (Sinclair ZX81) је ово побољшао тако што је могао да ради на два начина или мода: спори (SLOW) док производи видео-сигнал и брзи (FAST) при којем је приказ био онеспособљен. Брзи начин рада је обично кориштен за дуге математичке прорачуне. Други велики проблем машине је био то што је изузетно ограничена меморија кориштена и за видео приказ, па се распложива површина на екрану смањивала како је уношен програм. Са програмом од 990 бајта, само један ред знакова се још могао видјети на екрану.
ZX80 се могао довести на ниво ZX81 са додатком 8 KB РОМ меморије, и ово побољшање је коштало око 20% од цијене новог ZX81 рачунара. Требало је отворити кућиште, замијенити РОМ чип са новим и додати нови горњи слој фолије на тастатуру (keyboard overlay). Тиме би стари рачунар добио особине новог, осим разлике у брзом и спором начину рада.
Проширење РАМ меморије је исто било могуће. Синклер је нудио додатке (ZX80 RAM Pack) од 1, 2, 3 а касније и 16 килобајта ДРАМ (динамичке РАМ) меморије.
Машина је имала мало пластично кућиште са мембранском тастатуром, а дизајнер кућишта је био Рик Дикинсон (Rick Dickinson). Проблеми су били издржљивост тастатуре, и поузданост и прегријавање рачунара.

## Пријем у јавности
Продаја ZX80 рачунара је достигла бројку од 50000 примјерака, што је био до тада непревазиђен број у Великој Британији. Ниска цијена је томе изузетно погодовала, и многи људи су купили рачунар из радозналости.

## Хардвер
је био створен на темељу широко доступних TTL кола и Зилог Z80 микропроцесора. Идући ZX81 рачунар је интегрисао добар број кола у посебан чип (Uncommitted Logic Array (ULA)). Рад је био скоро исти, са додатком интерапт генератора (Non-maskable interrupt (NMI) generator) који је био потребан за додатак спорог начина рада у новијем рачунару. Оба рачунара су могла бити састављена код куће кориштењем чипова из кита, или посебно набављених.

## Копије
Постојале су илегалне копије рачунара, као MicroAce из САД и NOVA Electônica/Prológica NE-Z80 и Microdigital TK82 из Бразила.

## Детаљни подаци
Детаљнији подаци о рачунару ZX 80 су дати у табели испод.
|                       |                                                        |
| [ 5 ]                 |                                                        |
| Произвођач            | Синклер                                                |
| Тип                   | кућни рачунар                                          |
| Меморија              | 1 KB, 901 бајтова available (прошириво до 64 )         |
| Поријекло             | Уједињено Краљевство                                   |
| Година                | 1980                                                   |
| Тастатура             | мембранска тастатура, 40 тастера, 1 SHIFT тастер       |
| Процесор              | ( компатибилан)                                        |
| Фреквенција процесора | 3,25                                                   |
| RAM                   | 1 KB, 901 бајтова доступно (прошириво до 64 )          |
| ROM                   | 4 KB. Прошириво до 8                                   |
| Текст                 | 32 знакова x 22 линије                                 |
| Графика               | 64 x 44 тачака                                         |
| Боја                  | једна боја                                             |
| Звук                  | Нема                                                   |
| Димензије             | 21,9 (ширина) x 17,5 (дубина) x 4 (висина) / 375 грама |
| Портови               |                                                        |
| Оперативни систем     | [[]]                                                   |